# ميغ راندال
ميغ راندال (بالإنجليزية: Meg Randall)‏ هي ممثلة أمريكية، ولدت في 1 أغسطس 1926 في كلينتون في الولايات المتحدة، وتوفيت في 20 يوليو 2018.

## وصلات خارجية
- ميغ راندال على موقع IMDb (الإنجليزية)
- ميغ راندال على موقع قاعدة بيانات الفيلم (الإنجليزية)